# Струков Михайло Михайлович
Михайло Михайлович Струков (Michael Stroukoff) (10 лютого (29 січня) 1883 — 22 грудня 1973) — американський авіаконструктор українського походження. Конструктор військово-транспортного літака Fairchild C-123  Provider.

## Біографія
Народився в місті Катеринослав, Російська імперія. (тепер Дніпро, Україна), в сім'ї губернського предводителя дворянства. Предводителями були його дід Петро і дядько Ананій. Навчався в гімназії, кадетському корпусі, закінчив у 1908 році Київський політехнічний інститут за спеціальністю інженер-будівельник. Брав участь у Першій світовій війні, став капітаном кавалерії і отримав орден святого Георгія IV ступеня. Брав участь у білогвардійському русі. Втік з Росії після поразки Білої армії, жив в Азії, а в 1922 році емігрував в США.

## Кар'єра в США
Після еміграції Михайло Струков був дизайнером і архітектором, брав участь у будівництві церков, театрів, мостів, залізниць. У 1938 році отримав американське громадянство. В 1943 році заснував компанію Chase Aircraft і став її головним інженером і президентом. Його заступником був Михайло Леонтійович Григорашвілі. Компанія займалася проектуванням і створення планерів. Перший контракт компанія уклала з ВПС США, на розробку 16-місцевого дерев'яного планера XCG-14 для висадки штурмового десанту.
Перший політ XCG-14 пройшов у 1945 році. На його основі Струков створює новий планер — CG-18, який відрізняється наступними характеристиками:
- Металева конструкція.
- Шасі на землі підтягувалося для того, щоб підлога вантажної кабіни перебувала максимально близько до землі.
- Вантажний відсік став більш містким і був розрахований на 35 осіб.
- У випробуваннях витримував швидкість понад 440 км/ч.

У 1946 році компанія Струкова отримала замовлення на виробництво 7 таких планерів. Після війни необхідність у штурмових планерах зникла і Струков модифікував свої моделі. На CG-18 встановлювали два двигуна повітряного охолодження Pratt&Whitney R-2000-11, потужність яких становила 1100 кінських сил, а пізніше Wright R-1820-101 потужністю по 1425 к.с. сил. Таким чином планери трансформувалися у військово-транспортні літаки YC-122 Avitruck, що були на озброєнні ВПС США аж до 1957 року

### Створення C-123 Provider
Інша модель, розроблена Струковим, G-20, стала набагато більш відомою, ніж попередні транспортні планери. Моторизована версія цього планера називалася C-123. Його кабіна була розрахована на 60 десантників у повному озброєнні, транспортування вантажів. Відмінності моделі:
- Інші обриси фюзеляжу, більш обтічні і аеродинамічні, порівняно з прототипом.
- Зміцнена носова частина.
- Дюралюмінієва обшивка.
- Поршневі двигуни потужністю 2300 кінських сил
- Максимальна швидкість — 392 км/ч.
- Дальність польоту — 200 км.
- Можливість злітати з небетонованного аеродрому.

Максимальна злітна маса — 31750 кг, для буксирування злітну масу зменшували до 13600 кг. Щоб успішно виконати великі замовлення на C-123, контракт був переданий в субпідряд компанії Kaiser-Frazer і Струков працював з Генрі Кайзером, який володів авіаційним заводом у Мічигані. Компанія Кайзера придбала 49% акцій Chase Aircraft. Через звинувачення Кайзера в корупції і завищенні цін, контракт на виготовлення літаків був відкликаний і замовлення на C-123 отримала компанія Fairchild. Вони випустили близько 300 літаків Fairchild C-123 Provider і всі вони перебували на озброєнні американської армії, застосовувалися під час війни у В'єтнамі. Завдяки виконанню цього замовлення, Fairchild Aircrafts стала дуже популярною. Кайзер же повністю викупив Chase Aircraft і розпустив компанію Струкова.
Доля створеного Струковим літака була довгою і цікавою. Деякі C-123 і донині використовуються в Південній Кореї, Філіппінах, Таїланді, Тайвані. Літак можна побачити у фільмах Air America і Operation Dumbo Drop.

### Кар'єра після 1951 року
Від своїх колишніх партнерів авіаконструктор все ж зміг добитися компенсації в розмірі 2 мільйонів доларів. Він прагнув поліпшити свій C-123. У 1951 році Струков провів випробування реактивного варіанти оновленої моделі, ХС-123А. Це перший військово-транспортний реактивний літак США. Швидкість його перевищувала 800 км/год, однак витрата палива і зниження злітних та посадкових характеристик стали важливими факторами і замовлень на цю реактивну модель не було.
Михайло Струков заснував нову компанію, Stroukoff Aircraft Corporation, щоб працювати над новими версіями-123, зокрема, модифікувати до версії YC-134. Це був найбільший літак Струкова, його вага досягала 41 т.. Але жодна з розроблених ним моделей так і не була запущена у виробництво і в 1959 році його компанія закрилася, в тому числі, внаслідок конкуренції з фірмою Локхід, концерном, який співпрацював з ВПС США.
Серед розробок Струкова також числиться запатентоване  допоміжне понтоноподібне шасі Pantobase, створене для універсальної посадки — на землю, лід і воду.
Після закриття фірми Струков знищив всі свої розробки та креслення і продовжив роботу проектувальника-архітектора, консультував у Массачусетському технологічному інституті.

## Особисте життя
Був одружений з Ларисою Струковою (1893 р.). У 1955 році, в пам'ять про дружину, Михайло Струков заснував приз для молодих пілотів, чиї показники швидкості на льотному конкурсі в США були найкращими.
Діти: донька Анна, син Олі (1933 р.), Михайло (1923 р.р.).
Помер у віці 90 років, 22 грудня 1974 року, в Трентоні, штат Нью-Джерсі. Похований на кладовищі Вудлаун, Бронкс.